# Sideridis lacrimosa
Sideridis lacrimosa är en fjärilsart som beskrevs av Ludwig Carl Friedrich Graeser 1888. Sideridis lacrimosa ingår i släktet Sideridis och familjen nattflyn. Inga underarter finns listade i Catalogue of Life.